# Ola Andersson
Ola Per Andersson (ur. 1 lipca 1966 w Åkersberga) – szwedzki piłkarz występujący na pozycji pomocnika.

## Kariera klubowa
Andersson rozpoczął karierę w 1985 w czwartoligowym klubie Bälinge IF. Następnie grał w drugoligowych drużynach IF Brommapojkarna oraz IK Sirius, a w 1995 przeszedł do pierwszoligowego AIK Fotboll. W Allsvenskan zadebiutował 8 kwietnia 1995 w wygranym 2:0 meczu z Östers IF, a 9 czerwca 1996 w zremisowanym 1:1 pojedynku z Örgryte IS strzelił swojego pierwszego gola w tych rozgrywkach. Wraz z AIK zdobył mistrzostwo Szwecji w 1998, a także trzykrotnie wygrał Puchar Szwecji (1996, 1997, 1999). Ponadto rozegrał sześć spotkań w Lidze Mistrzów w edycji 1999/2000.
W 2001 odszedł do czwartoligowego Vasalunds IF, w którego barwach w tym samym roku zakończył karierę.
W pierwszej lidze szwedzkiej rozegrał 97 spotkań i zdobył dwie bramki.

## Kariera reprezentacyjna
W reprezentacji Szwecji wystąpił dwa razy. Zadebiutował w niej 8 czerwca 1995 w zremisowanym 3:3 towarzyskim meczu z Anglią, a po raz drugi zagrał dwa dni później w zremisowanym 2:2 towarzyskim pojedynku z Japonią.